# ФК «Черноморец» Одесса в сезоне 2012/2013
Сезон 2012/2013 годов стал для ФК «Черноморец» Одесса 22-м в чемпионатах и розыгрышах кубка Украины, а также 75-м со дня основания футбольного клуба. Это был 18-й сезон команды в высшем дивизионе чемпионата Украины и 4-й в Премьер-лиге Украины.

## Хронология сезона

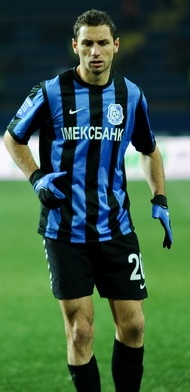
Лучан Бурдужан стал лучшим бомбардиром команды в сезоне 2012/13 гг., забив 7 голов в 28 матчах.

## Клуб

### Тренерский штаб
|                                     | \| Должность \| Имя \| \| ----------------------------------- \| -------------------- \| \| Главный тренер \| Роман Григорчук \| \| Тренер \| Михаил Савка \| \| Тренер \| Степан Матвиив \| \| Тренер \| Андрей Телесненко \| \| Тренер \| Валерий Поркуян \| \| Тренер вратарей \| Андрей Глущенко \| \| Старший тренер молодёжного состава \| Виктор Гришко \| \| Тренер молодёжного состава \| Александр Спицын \| \| Тренер вратарей молодёжного состава \| Александр Лавренцов \| \| Тренер команды U-19 \| Александр Бабич \| \| Тренер команды U-19 \| Геннадий Нижегородов \| |
| Должность                           | Имя |
| Главный тренер                      | Роман Григорчук |
| Тренер                              | Михаил Савка |
| Тренер                              | Степан Матвиив |
| Тренер                              | Андрей Телесненко |
| Тренер                              | Валерий Поркуян |
| Тренер вратарей                     | Андрей Глущенко |
| Старший тренер молодёжного состава  | Виктор Гришко |
| Тренер молодёжного состава          | Александр Спицын |
| Тренер вратарей молодёжного состава | Александр Лавренцов |
| Тренер команды U-19                 | Александр Бабич |
| Тренер команды U-19                 | Геннадий Нижегородов |